# Kinderradio

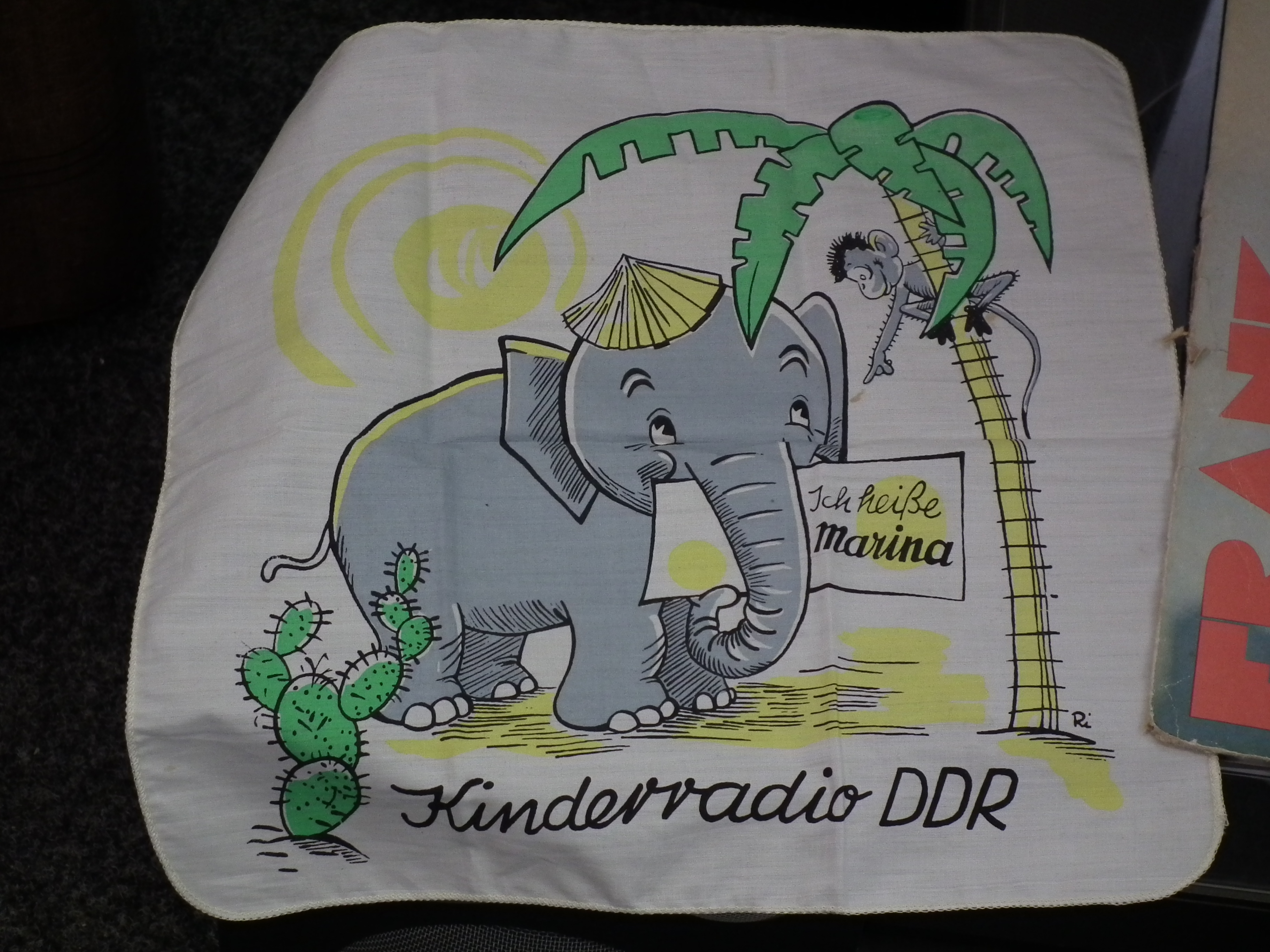
Elefant Marina und der Affe Coco waren Maskottchen beim Kinderradio DDR

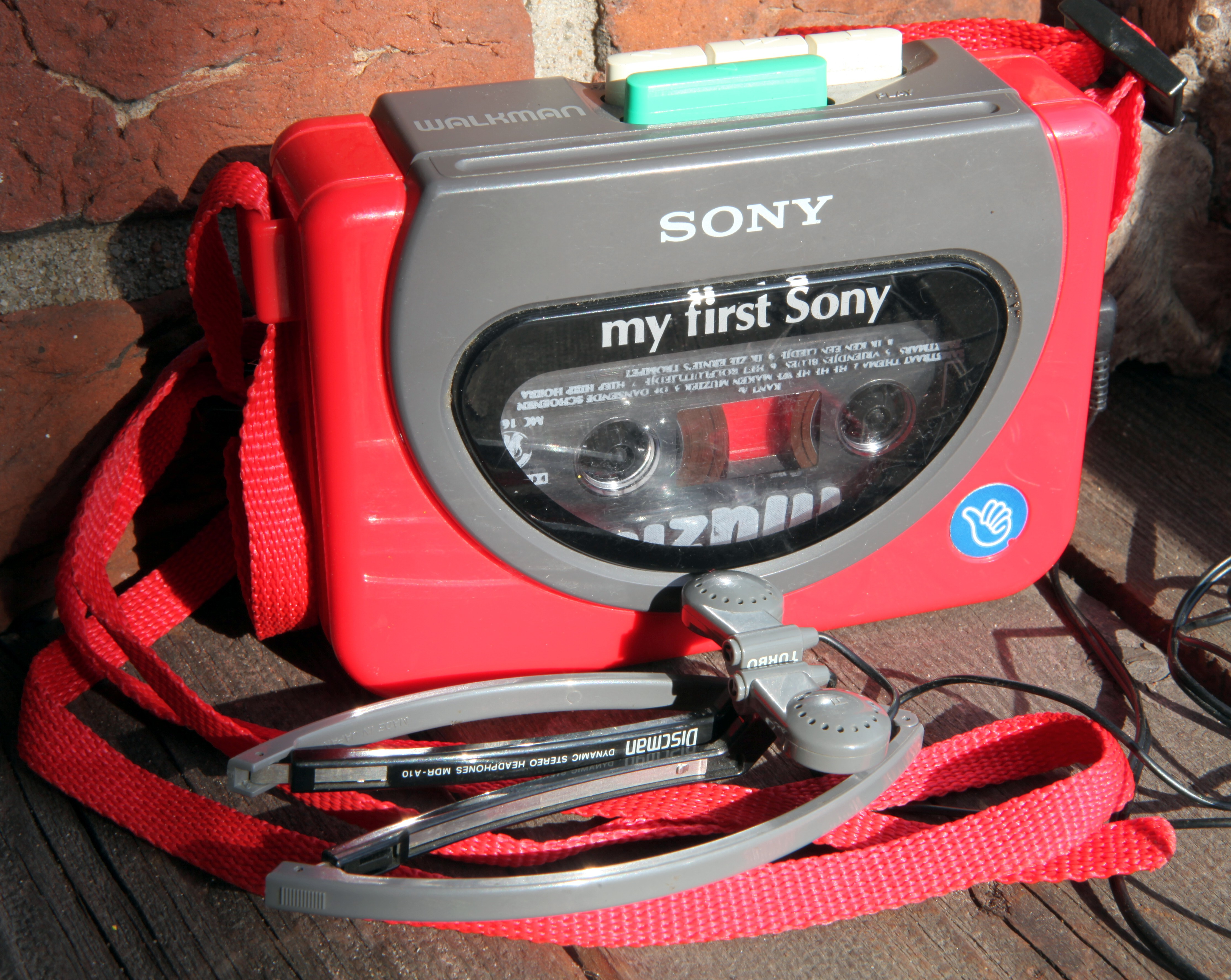
Walkman My First Sony

Kinderradio (auch: Kinderfunk) nennt man einen Hörfunksender oder eine -sendung, die speziell für junge Hörer konzipiert ist. Er dient der Unterhaltung und Bildung von Kindern mit Geschichten, Märchen, Hörspielen und Liedern, dem Gutenachtlied-Onkel und dem Sandmann.
Als Kinderradio werden auch Elektronikgeräte bezeichnet, die durch Robustheit und einfache Bedienung auch für Kinder im Vorschulalter geeignet sein sollen. Bekanntester Vertreter dürfte das nicht mehr produzierte Gerät My First Sony sein.

## Geschichte
Bereits in den 1950er Jahren bauten die westdeutschen Rundfunksender den Schulfunk wie auch den Kinderfunk auf. Unterstützt wurden sie dabei durch oft weithin bekannte Schauspieler und Sprecher, so der NWDR durch den Volksschauspieler Otto Lüthje.
Das einzige nationale Kinderradioprogramm bietet Deutschlandfunk Kultur mit der Sendung Kakadu, die mehrmals wöchentlich ausgestrahlt wird. Des Weiteren sendet WDR 5 ein tägliches Kinderprogramm unter dem Namen MausLive (bis September 2012: Lilipuz, Radio für Kinder; dann bis April 2022: Kiraka) und hat mit KIRAKA ein Internetradio für Kinder entwickelt, das seit Mai 2009 auch über DAB, Satellit und Kabel zu empfangen war und inzwischen in das Angebot DIE MAUS eingegliedert worden ist. Der erste deutsche private Hörfunksender für Kinder ist Radio Teddy, der seit August 2005 sendet und neben Berlin und Brandenburg in weiteren Bundesländern und Regionen ausgestrahlt wird. Hinzu gekommen ist im Juni 2020 der Privatsender Toggo Radio. Über das Portal Laut.fm sind außerdem im Ohrka-Radio rund um die Uhr Hörspiele, Hörbücher, Märchen und Podcasts des Hörportals Ohrka.de zu hören, das seit 2012 über 150 kostenlose Hörspiele und andere Produktionen zum Anhören und Herunterladen zur Verfügung stellt.
In Österreich gibt es mit "Mein Kinderradio" in Wien einen speziellen Radiosender für Kinder. Gesendet wird seit 28. Juli 2014 auf der UKW-Frequenz 103,2 sowie im Internet. Die jüngeren Jugendlichen als Zielgruppe spricht darüber hinaus primär Ö3 an, nachdem der auf neue Jugendkultur fokussierte FM4 sich mit seinem Stammpublikum weiterentwickelt hat.